# Организация Бадра
Организация Бадра (араб. منظمة بدر‎) — военное крыло Верховного Совета исламской революции в Ираке. Сформировано в 1982 в Тегеране для борьбы со светским режимом Саддама Хусейна.
В 2003 году бойцы Бадра установили контроль над некоторыми городами юга Ирака. В новом иракском правительстве Бадр курирует МВД. Самые известные из этих подразделений — Бригады Волка и Бригады Вулкана (борьба с партизанами), а также Бригады Скорпиона (разведка и диверсии). Основные враги Бадра: суннитские повстанцы, сторонники старого режима и армия Махди. К Организации Бадра принадлежал погибший в 2007 губернатор провинции Мутанна.
Генсек Организации Бадра — Хади аль-Амери.

## История
- 2007 год, 28 августа — в городе Кербела произошли столкновения между сторонниками организации Бадр и боевиками Армии Махди

## Обвинения
Организация Бадра обвинялась в многочисленных убийствах, незаконных арестах и пытках суннитского населения.